# Fading West
Fading West è il nono album discografico in studio del gruppo musicale alternative rock statunitense Switchfoot, pubblicato nel gennaio 2014.

## Tracce
1. Love Alone Is Worth the Fight – 4:35
2. Who We Are – 3:25
3. When We Come Alive – 3:36
4. Say It Like You Mean It – 3:53
5. The World You Want – 4:18
6. Slipping Away – 3:35
7. Ba55 – 4:45
8. Let It Out – 3:17
9. All or Nothing at All – 3:46
10. Saltwater Heart – 4:04
11. Back to the Beginning Again – 4:12

## Gruppo
- Jon Foreman - voce, chitarra
- Tim Foreman - basso, cori
- Chad Butler - batteria, percussioni
- Jerome Fontamillas - tastiere, chitarra, cori
- Andrew Shirley - chitarra, cori

## Classifiche
- Billboard 200 - #6[1]